# Glipa sachiyoae
Glipa sachiyoae es una especie de coleóptero  de la familia Mordellidae.

## Distribución geográfica
Habita en Malasia.